# Міхай Тома
Міхай Тома (угор. Mihály Toma; нар. 6 березня 1948, Надьбанхедьєш, медьє Бекеш) — угорський борець вільного та греко-римського стилю, бронзовий призер чемпіонату світу з греко-римської боротьби, учасник двох Олімпійських ігор (1976, 1980), причому на Олімпіаді 1976 року в Монреалі виступив у змаганнях з обох видів боротьби.

## Життєпис
Виступав за спортивний клуб «Вашаш» Будапешт.
Молодший брат Міхая Ференц (1949—2011) теж входив до збірної Угорщини з греко-римської боротьби у ваговій категорії до 68 кг на літніх Олімпійських іграх 1976 року в Монреалі, але, як і його брату, Ференцу теж не вдалося вийти з підгрупи.

## Спортивні результати на міжнародних змаганнях

### Виступи на Олімпіадах
| Змагання                    | Збірна   | Вагова категорія                 | Місце             |
| --------------------------- | -------- | -------------------------------- | ----------------- |
| Літні Олімпійські ігри 1976 | Угорщина | греко-римська боротьба, до 74 кг | не вийшов з групи |
| Літні Олімпійські ігри 1976 | Угорщина | греко-римська боротьба, до 74 кг | не вийшов з групи |
| Літні Олімпійські ігри 1980 | Угорщина | греко-римська боротьба, до 82 кг | 6                 |

### Виступи на Чемпіонатах світу
| Змагання                        | Збірна   | Вагова категорія                 | Місце  |
| ------------------------------- | -------- | -------------------------------- | ------ |
| Чемпіонат світу з боротьби 1974 | Угорщина | греко-римська боротьба, до 74 кг | 4      |
| Чемпіонат світу з боротьби 1975 | Угорщина | греко-римська боротьба, до 74 кг | Бронза |
| Чемпіонат світу з боротьби 1981 | Угорщина | греко-римська боротьба, до 82 кг | 6      |

### Виступи на Чемпіонатах Європи
| Змагання                         | Збірна   | Вагова категорія                 | Місце |
| -------------------------------- | -------- | -------------------------------- | ----- |
| Чемпіонат Європи з боротьби 1975 | Угорщина | греко-римська боротьба, до 74 кг | 4     |
| Чемпіонат Європи з боротьби 1980 | Угорщина | греко-римська боротьба, до 82 кг | 7     |
| Чемпіонат Європи з боротьби 1981 | Угорщина | греко-римська боротьба, до 82 кг | 4     |

### Виступи на інших змаганнях
| Змагання                           | Збірна   | Вагова категорія                 | Місце |
| ---------------------------------- | -------- | -------------------------------- | ----- |
| Гран-прі Німеччини з боротьби 1981 | Угорщина | греко-римська боротьба, до 82 кг | 4     |